# Drag Race Belgique
Drag Race Belgique est une émission de téléréalité belge basée sur la série télévisée américaine RuPaul's Drag Race.
L'émission, présentée par Rita Baga, est un concours de drag queens au cours de laquelle est sélectionnée la « prochaine grande reine du drag belge ». Chaque semaine, les candidates sont soumises à différents défis et sont évaluées par un groupe de juges dont font partie des personnalités qui critiquent la progression des participantes et leurs performances.
Le lancement de la série est annoncé le 29 avril 2022 par World of Wonder.

## Mini défi
Le mini défi consiste souvent en une tâche ordonnée aux candidates au début d'un épisode avec des prérequis et des limitations de temps. La ou les gagnante(s) du mini défi sont parfois récompensées par un cadeau ou un avantage lors du maxi défi. Certains épisodes ne présentent pas de mini défi.

## Maxi défi
Il peut s'agir d'un défi individuel ou d'un défi de groupe. Les thèmes des maxi défis sont très variés, mais sont souvent similaires de saison en saison : les candidates ont souvent pour défi de confectionner une ou plusieurs tenues selon un thème précis, parfois en utilisant des matériaux non conventionnels. D'autres défis se concentrent sur la capacité des candidates à se présenter face à une caméra, à se représenter sur de la musique ou humoristiques.

## Défilé
Après le maxi défi, les candidates défilent sur le podium principal de Drag Race Belgique. Le défilé est composé de la tenue confectionnée par les candidates pour le défi ou d'une tenue au thème assigné aux candidates avant l'émission et annoncé au début de la semaine : cette tenue est généralement amenée au préalable par les candidates et n'est pas préparée dans l'atelier. Le défilé fait généralement partie du jugement final des candidates.

## Lip-syncs
Lors de chaque épisode, les candidates en danger d'élimination doivent faire un playback sur une chanson annoncée au préalable afin d'impressionner les juges. Après la performance, la gagnante du lip-sync, qui reste dans la compétition, est annoncée, tandis que la candidate perdante est éliminée de la compétition.
Certains artistes ont vu plusieurs de leurs chansons être utilisées lors de l'émission.
| Nombre de chansons | Artiste     | Chanson             | Saison | Épisode | Candidate         | vs. | Candidate     |
| ------------------ | ----------- | ------------------- | ------ | ------- | ----------------- | --- | ------------- |
| 2                  | Angèle      | Démons              | 1      | 8       | Athena Sorgelikis | vs. | Drag Couenne  |
| 2                  | Angèle      | Bruxelles je t'aime | 2      | 3       | La Veuve          | vs. | Madame Yoko   |
| 2                  | Loïc Nottet | Million Eyes        | 1      | 4       | Mocca Bone        | vs. | Susan         |
| 2                  | Loïc Nottet | Mr/Mme              | 2      | 7       | Alvilda           | vs. | Loulou Velvet |

## Juges deDrag Race Belgique
Après le défi et le défilé de la semaine, les candidates font face à un panel de jurés afin d'entendre les critiques de leur performance. Le jugement se compose de deux parties ; une première partie avec les meilleures et pires candidates de la semaine sur le podium et une deuxième partie de délibérations entre les juges en l'absence des candidates.
| Juge      | Saison     | Saison     |
| Juge      | 1          | 2          |
| --------- | ---------- | ---------- |
| Rita Baga | Principale | Principale |
| Mustii    | Principal  | Principal  |
| Lio       | Invitée    | Principale |
| Lufy      | Principale |            |

### Juges invités
Des personnalités sont souvent invitées dans le panel des jurés. Leur présence peut avoir un rapport avec le thème du défi de la semaine ou avec la chanson prévue pour le lip sync de l'épisode.
Saison 1
- Fanny Ruwet, humoriste ;
- Rokia Bamba, DJ et productrice radio ;
- BJ Scott, auteur, compositeur et interprète ;
- Jarry, humoriste ;
- Jean-Paul Lespagnard, styliste ;
- Anne Gruwez, juge d'instruction belge ;
- Plastic Bertrand, chanteur ;
- Sandra Kim, chanteuse ;
- David Jeanmotte, chroniqueur ;
- Lio, actrice et chanteuse ;
- Vanessa Van Cartier (en), drag queen ;
- Elena Gambardella, danseuse.

Saison 2
- Paloma, gagnante de la première saison de Drag Race France ;
- Tatiana Silva, présentatrice et reine de beauté ;
- Elvis Pompilio, modiste ;
- Marie Guérin, journaliste de mode ;
- Gaelle Garcia Diaz, créatrice de contenu ;
- Gustaph, chanteur ;
- Cécile Djunga, comédienne ;
- Charles, artiste ;
- Coralie Barbier, styliste ;
- Loïc Nottet, chanteur ;
- Nick Coutsier, chorégraphe ;
- Santa, musicienne.

## Récompenses
Chaque saison, la gagnante de l'émission reçoit une sélection de récompenses.
Saison 1
- 20 000 euros.

Saison 2
- 20 000 euros ;
- Un an d'approvisionnement de maquillage chez NYX Cosmetics.

## Résumé des saisons
| Saison | Date de première diffusion | Date de dernière diffusion | Gagnante     | Seconde(s)        | Miss Sympathie | Récompenses                                                                 |
| ------ | -------------------------- | -------------------------- | ------------ | ----------------- | -------------- | --------------------------------------------------------------------------- |
| 1      | 16 février 2023            | 6 avril 2023               | Drag Couenne | Athena Sorgelikis | Valenciaga     | - 20 000 euros                                                              |
| 2      | 1er février 2024           | 21 mars 2024               | Alvilda      | La Veuve          | Star           | - 20 000 euros - Un an d'approvisionnement de maquillage chez NYX Cosmetics |

### Progression des candidates
|                    | Saison 1             | Saison 2              |
| ------------------ | -------------------- | --------------------- |
| Première diffusion | 16 février 2023      | 1er février 2024      |
| Épisodes           | 8                    | 8                     |
|                    |                      |                       |
| Gagnante           | Drag Couenne         | Alvilda               |
| Seconde(s)         | Athena Sorgelikis    | La Veuve              |
| 3e place           | Susan                | Gabanna Loulou Velvet |
| 4e place           | Mademoiselle Boop    | Gabanna Loulou Velvet |
| 5e place           | Peach                | Chloe Clarke          |
| 6e place           | Valenciaga           | Star                  |
| 7e place           | Mocca Bone           | Morphæ                |
| 8e place           | Edna Sorgelsen       | Madame Yoko           |
| 9e place           | Amanda Tears         | Sarah Logan           |
| 10e place          | Brittany von Bottoks |                       |

 La concurrente a été élue Miss Sympathie.
 La concurrente a abandonné la compétition.

### Saison 1 (2023)
La première saison de Drag Race Belgique est diffusée pour la première fois sur Auvio et Tipik le 16 février 2023,. Le casting est composé de dix candidates et est annoncé le 25 janvier 2023.
La gagnante de la saison est Drag Couenne, avec comme seconde Athena Sorgelikis.

### Saison 2 (2024)
La deuxième saison de Drag Race Belgique est diffusée pour la première fois sur Auvio et Tipik le 1er février 2024. Le casting est composé de neuf candidates et est annoncé le 16 janvier 2024.
La gagnante de la saison est Alvilda, avec comme seconde La Veuve.

## Audiences

### Saison 1 (2023)
La première saison a été suivie par 380 438 téléspectateurs sur toute la saison, en diffusion TV. Chaque épisode a été regardé en moyenne par 100 000 téléspectateurs ainsi que 216 000 vues venant de la plateforme Auvio, ce qui en fait le troisième meilleur succès derrière le football et la Formule 1 sur Auvio sur Tipik,.